# Миколаївська збагачувальна фабрика
Миколаївська збагачувальна фабрика — підприємство гірничорудної промисловості на сході Казахстану.
У 1980 році почав роботу Східно-Казахстанський мідно-хімічний комбінат, у складі якого була власна збагачувальна фабрика. Основним джерелом руди для неї був розташований поруч Миколаївський кар'єр, а з 1986-го до нього приєднався Шемонаїхінський кар'єр. Крім того, у 1980-х за допомогою Камишинського кар'єру майже повністю вилучили Камишинський поклад Артем'євського родовища.
У другій половині 1990-х Східно-Казахстанський комбінат перейшов під контроль корпорації «Казахмис». На той час його ресурсна база була вже суттєво вичерпана, так, за складеним у 1998-му проєктом доробки Шемонаїхінського родовища з останнього залишалось вилучити лише 0,88 млн тонн руди, що було в кілька разів менше початкових запасів (по 2000 рік з цього родовища отримали 2,84 млн тонн руди).
Миколавський кар'єр станом на 2012 рік ще працював, проте, як оцінювалось, його запасів мало вистачити лише на кілька років. Втім, у 2005-му почалась повномасштабна розробка Артем'євського родовища, яке стало основним постачальником руди на фабрику, що тепер числилася як Миколаївська збагачувальна фабрика Артем'євського виробничого комплексу ТОВ «Шығыстүстімет» («Востокцветмет», одна з дочірніх структур «Казахмис»-у, а потім концерну KAZ Minerals, що виник унаслідок реорганізації останнього). Крім того, на Миколаївську фабрику певний час доставляли руду з розташованого за понад сотню кілометрів Ювілєйно-Снєгіріхінського рудника, розробка якого завершилась у 2016-му.
Наприкінці 2019-го миколаївський майданчик став приймати на переробку руду Іртишського рудника, що до того працював із Білоусівською збагачувальною фабрикою, відносно якої прийняли рішення про закриття. Того ж 2019-го Миколаївська фабрика випустила рудні концентрати, що містили 19 тисяч тон міді та 15 тисяч тон цинку.
За чотири десятки років роботи збагачувального виробництва висота хвостосховища сягнула 60 метрів. Враховуючи, що поряд був уже повністю випрацюваний Миколаївський кар'єр, з 2020-го перейшли до розміщення хвостів збагачення у останньому. Об'єм цього кар'єру достатній для прийому хвостів на весь планований термін розробки Артем'євського та Іртишського рудників.